# Boeing E-3
Boeing E-3 Sentry ist die militärische Bezeichnung für eine Variante der Boeing 707-320, die als Airborne Warning and Control System (AWACS) bei den Luftstreitkräften mehrerer Staaten im Einsatz ist. Ihre Aufgabe umfasst dabei die Aufklärung feindlicher und die Führung der eigenen Luftfahrzeuge. Auffälligstes äußeres Merkmal ist das AN/APY-1-Suchradar über dem Rumpf.

## Geschichte

### Entwicklung
Während der 1960er-Jahre wurde durch die US Air Force ein Nachfolger für die EC-121 „Warning Star“ im Rahmen eines Programmes zur Entwicklung neuer Technologien für ein luftgestütztes Überwachungssystem gesucht, an deren Radarsystem sowohl Hughes als auch Westinghouse arbeiteten. Als Träger wurde ein Strahlflugzeug geplant; so schlug Douglas als Basis die DC-8-60 und Boeing die 707-320B vor. Letztere wurde mit vier TF33-Triebwerken im Juli 1970 ausgewählt, wobei die beiden Prototypen zum Vergleichstest der beiden Radarsysteme aus Zeitgründen mit vier TF33-(JT3D)-Triebwerken ausgerüstet waren. Der Erstflug der beiden als EC-137D bezeichneten Maschinen erfolgte am 9. und 10. Februar 1972 und die folgende Flugerprobung dauerte bis zum September 1972, aus dem das Westinghouse AN/APY-1-Radar als Sieger hervorging. Die ab Januar 1973 folgende offizielle Entwicklung des neuen AWACS-Systems lief unter der Bezeichnung E-3A Sentry. Der Erstflug des ersten Vorserienmodells erfolgte am 21. Juli 1975 und man entschied, dass auch das Serienmodell nur mit vier Triebwerken ausgestattet werden sollte. Im März 1977 begann dann die Ausrüstung der 552nd Airborne Warning and Control Wing in Tinker AFB (Oklahoma) mit den zunächst 22 Serienmaschinen (als „Core“-Standard bezeichnet) sowie den zwei Prototypen und den zwei Vorserienmaschinen. In der ersten Hälfte der 1980er-Jahre wurden weitere acht Maschinen in einer verbesserten „Standard“-Ausführung mit AN/APY-2-Radar in Dienst gestellt.

### Einführung bei der NATO
Auf der Ministertagung des Verteidigungs-Planungsausschusses der NATO am 5. und 6. Dezember 1978 in Brüssel billigten die Minister das Programm für das fliegende NATO-Frühwarn- und Leitsystem und unterzeichneten eine entsprechende multilaterale Grundsatzvereinbarung. Mit dem Airborne Warning and Control System (AWACS) riefen die Mitgliedsstaaten das größte gemeinsam finanzierte Beschaffungsprogramm ins Leben, das bis dahin von der NATO durchgeführt wurde.
Anfang der 1970er-Jahre gaben die Obersten NATO-Befehlshaber Studien in Auftrag, die belegten, dass die vorhandenen fest installierten Systeme eine wirksame Luftverteidigung des kontinentaleuropäischen Raumes nicht mehr gewährleisten: So verfügte der Warschauer Pakt bereits über schnelle Luftfahrzeuge, die in der Lage waren, sich zum Beispiel im Tiefflug den weitreichenden Radaren zu entziehen; weiterhin bestand die Gefahr, dass die fest stationierten Systeme durch elektronische Kampfführung (Eloka) ausgeschaltet werden könnten, und standortbedingt war auch die Vorwarnzeit auf etwa eine halbe Stunde begrenzt. Im NATO-Kommandobereich des SACEUR versprach man sich von mobilen Systemen zum Beispiel die Fähigkeit, frühzeitig auch kleinere Angriffsverbände aufklären und entsprechend eigene Abfangjäger radargestützt einsetzen zu können.

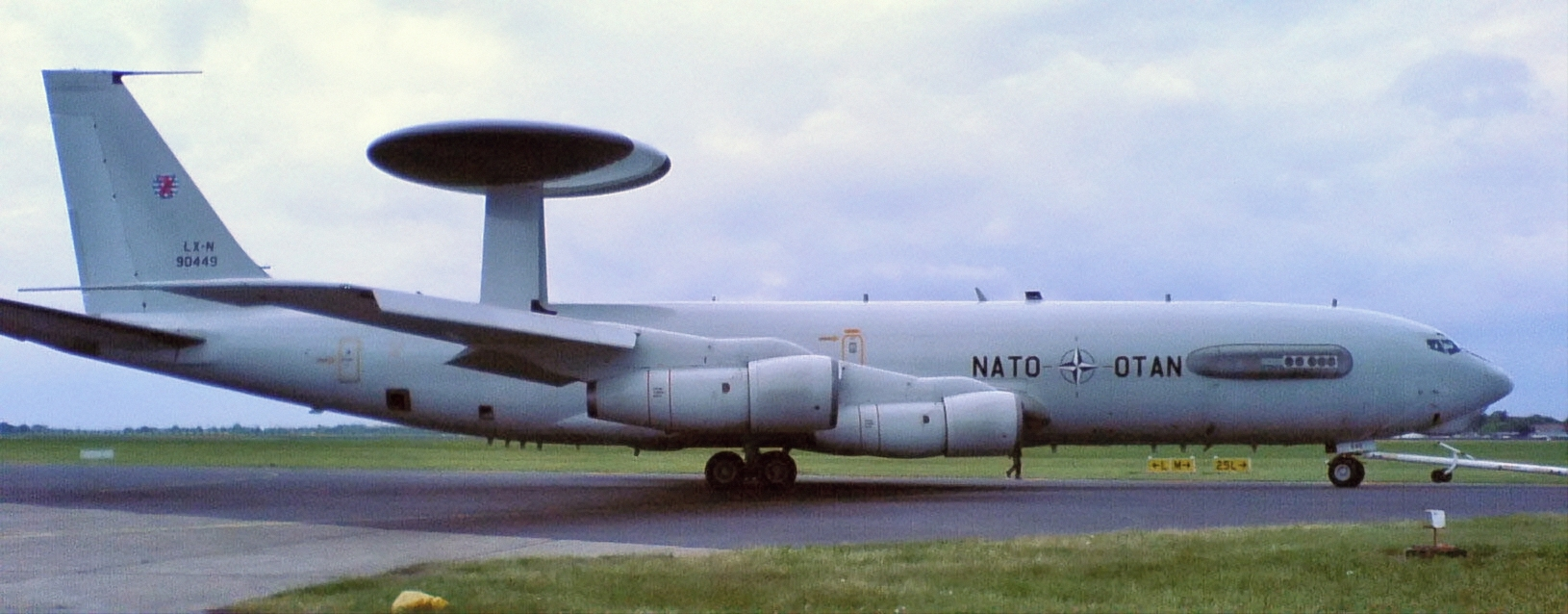
E-3A Sentry der NATO auf der ILA 2006

Die ersten Maschinen vom Typ E-3A, auch als NE-3A bezeichnet (N für NATO), kamen ab 24. Februar 1982 auf der NATO Air Base in Geilenkirchen zum Einsatz, zuvor in den USA seit März 1977. Die Flugzeuge für die NATO wurden bei den Dornier-Werken in Oberpfaffenhofen ausgerüstet und später auch noch betreut. Heute erfolgt die technische Betreuung der NATO-Flugzeuge im Werk Manching der Airbus Group. Hier wurde auch in den letzten Jahren ein ESM-System nachgerüstet, zu erkennen an den beiden Antennenbeulen links und rechts am vorderen Rumpf.
Der Auftrag zum Betrieb des AWACS liegt bei der NATO Airborne Early Warning and Control Programme Management Organisation (NAPMO), die insgesamt für die Planung, Durchführung und Verwaltung des luftgestützten Frühwarn- und Führungsprogramms der NATO (englisch NATO Airborne Early Warning and Control Programme, NAEW&C) verantwortlich ist. Sie ist direkt dem Nordatlantikrat mit Sitz im NATO-Hauptquartier in Brüssel (SHAPE) unterstellt.
Die Systeme werden von verschiedenen NATO-Staaten und der NATO selbst benutzt. Die 17 NATO-eigenen Maschinen haben luxemburgische Luftfahrzeugkennzeichen und sind auf der Air Base Geilenkirchen bei Aachen stationiert, im Auftrag der NATO fliegt die RAF vom Stützpunkt RAF Waddington. Frankreich hat seine Maschinen in Avord stationiert. Zusätzlich lagen bis Ende 2011 auf dem Stützpunkt in Geilenkirchen noch drei Trainingsmaschinen ohne Antenne, so genannte TCA (Trainer and Cargo Aircraft). Während des Kalten Krieges hat das System die Funktion der Frühwarnung vor tieffliegenden Flugzeugen des Warschauer Pakts erfüllt.

### Modernisierung

#### Mid-Term-Program

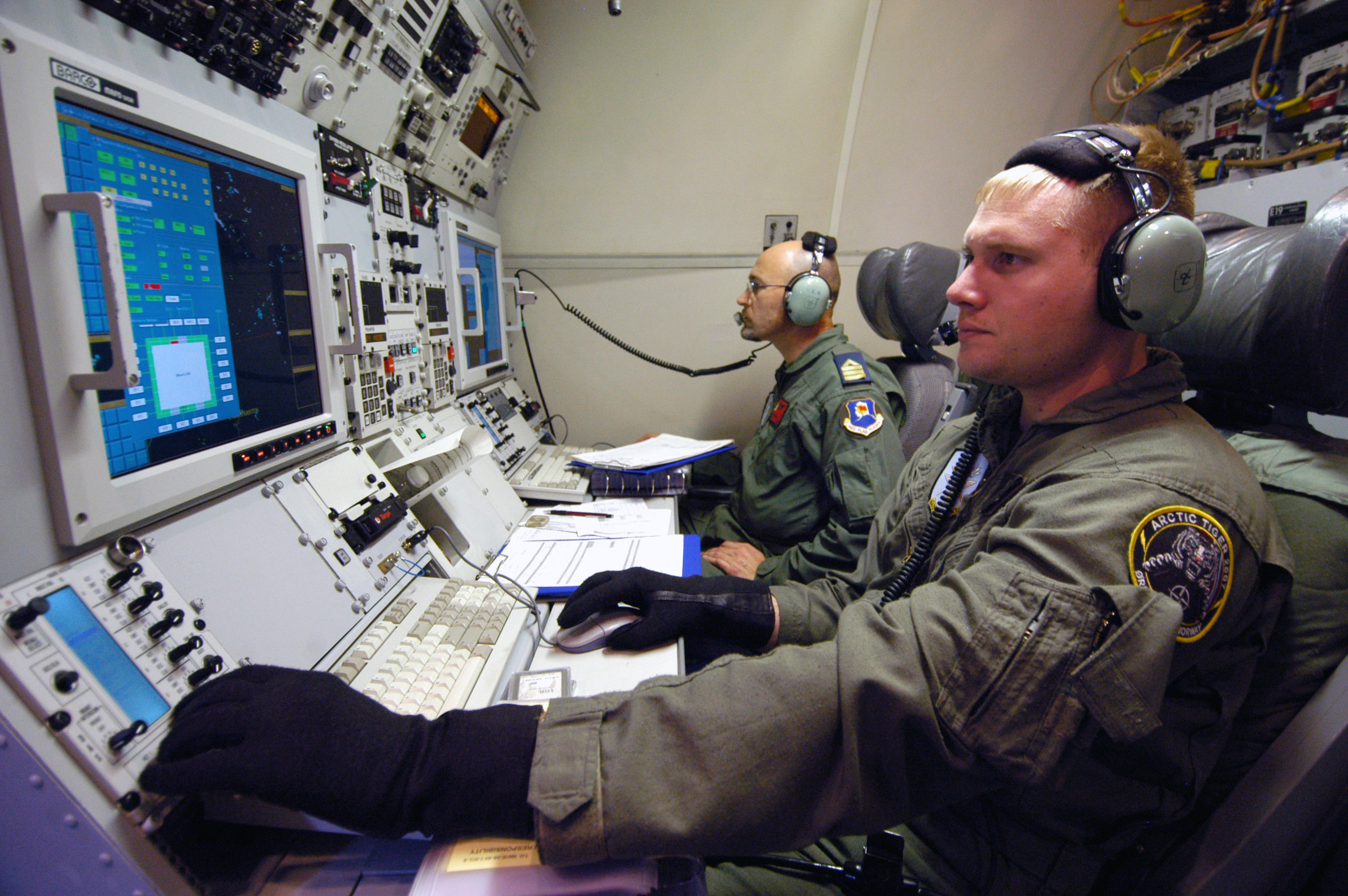
Eine Bedienkonsole der E-3

Die 17 E-3A der NATO Airborne Early Warning & Control Force wurden im Rahmen des NATO-Mid-Term-Programms für 1,6 Mrd. Dollar von Boeing (Hauptauftragnehmer) und EADS modernisiert. Das Rechnersystem zur Verarbeitung der vom Radar aufgezeichneten Daten wurde hierbei komplett durch COTS-Rechner und einem auf Unix basierenden Server-Client-Netzwerk ersetzt. Am 2. Dezember 2008 hatte die 17. und letzte Maschine die Umrüstung durchlaufen und wurde im Rahmen einer Feierstunde in Geilenkirchen offiziell übernommen.

#### Cockpit-Upgrade

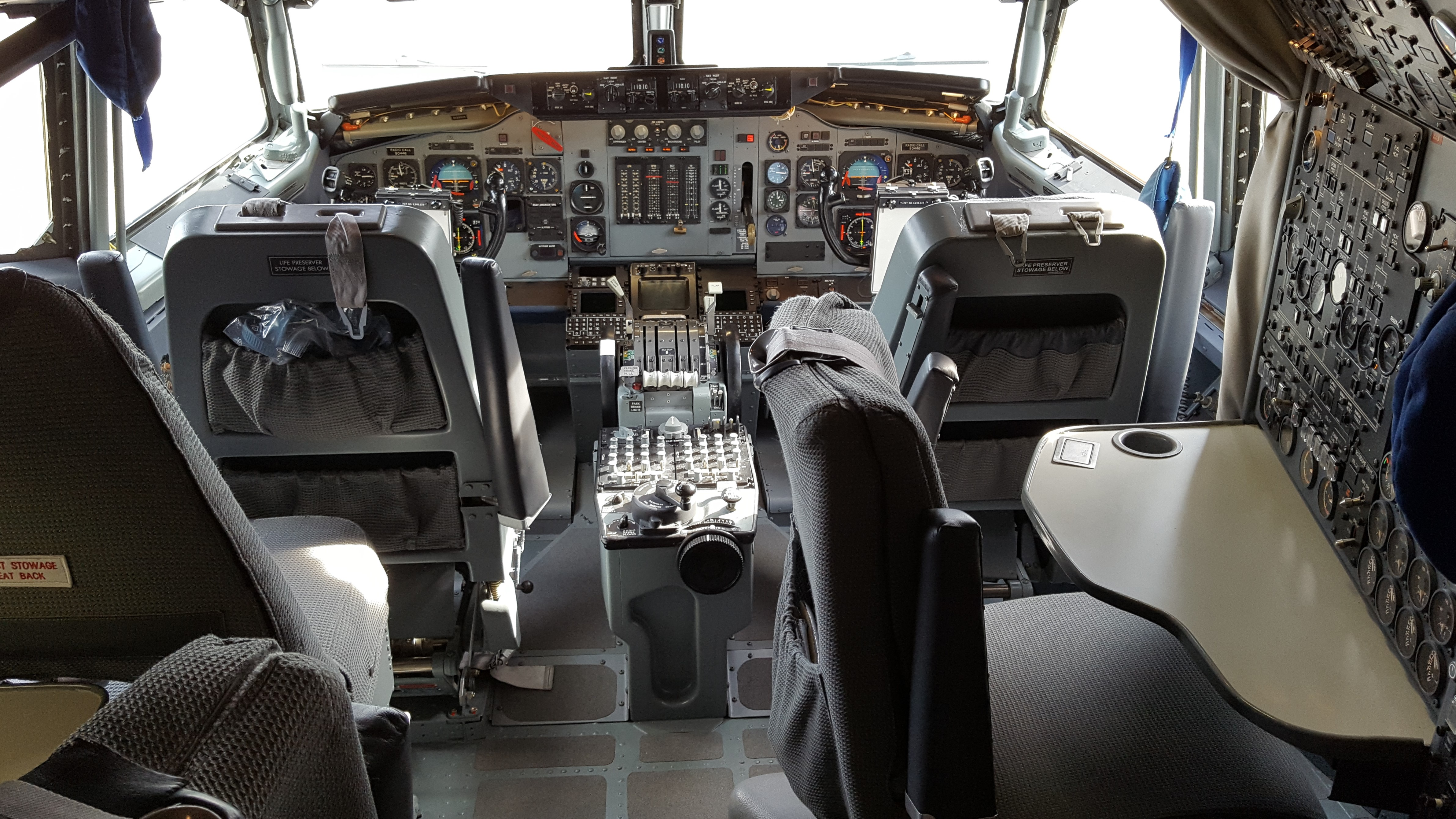
Cockpit vor der Umrüstung

Im August 2014 wurde bekannt, dass Boeing die Avionik in den Cockpits der NATO-AWACS-Flotte für etwa 250 Mio. Euro modernisieren wird. Das Programm begann Ende 2014, Ende 2015 landete das erste derart modifizierte Luftfahrzeug wieder in Geilenkirchen. Von 2016 bis 2018 sollen weitere 13 Maschinen umgerüstet werden, so dass 14 der 18 NATO-E-3 das Upgrade erhalten werden.

#### Triebwerke
Aufgrund der veralteten Antriebstechnik fliegen die AWACS-Maschinen der NATO teilweise mit einer Ausnahmegenehmigung, da die Triebwerke der E-3A den modernen Umweltschutzauflagen hinsichtlich Lärmbelästigung und Abgasentwicklung nicht mehr genügen. Die britische (E-3D) und französische Version (E-3F) wurden allerdings mit moderneren Triebwerken ausgerüstet. Diese Konzepte sind derzeit bei den E-3A der NATO ebenfalls in der Prüfung, eine Umsetzung scheiterte bisher immer wieder an Widerständen einzelner Nationen, die kein Geld für diese Technologie einzahlen wollten. Alle Entscheidungen bzgl. der NAEW-NATO-E-3A-Komponenten können nur bei Einstimmigkeit umgesetzt werden.

#### US-AWACS-Flotte

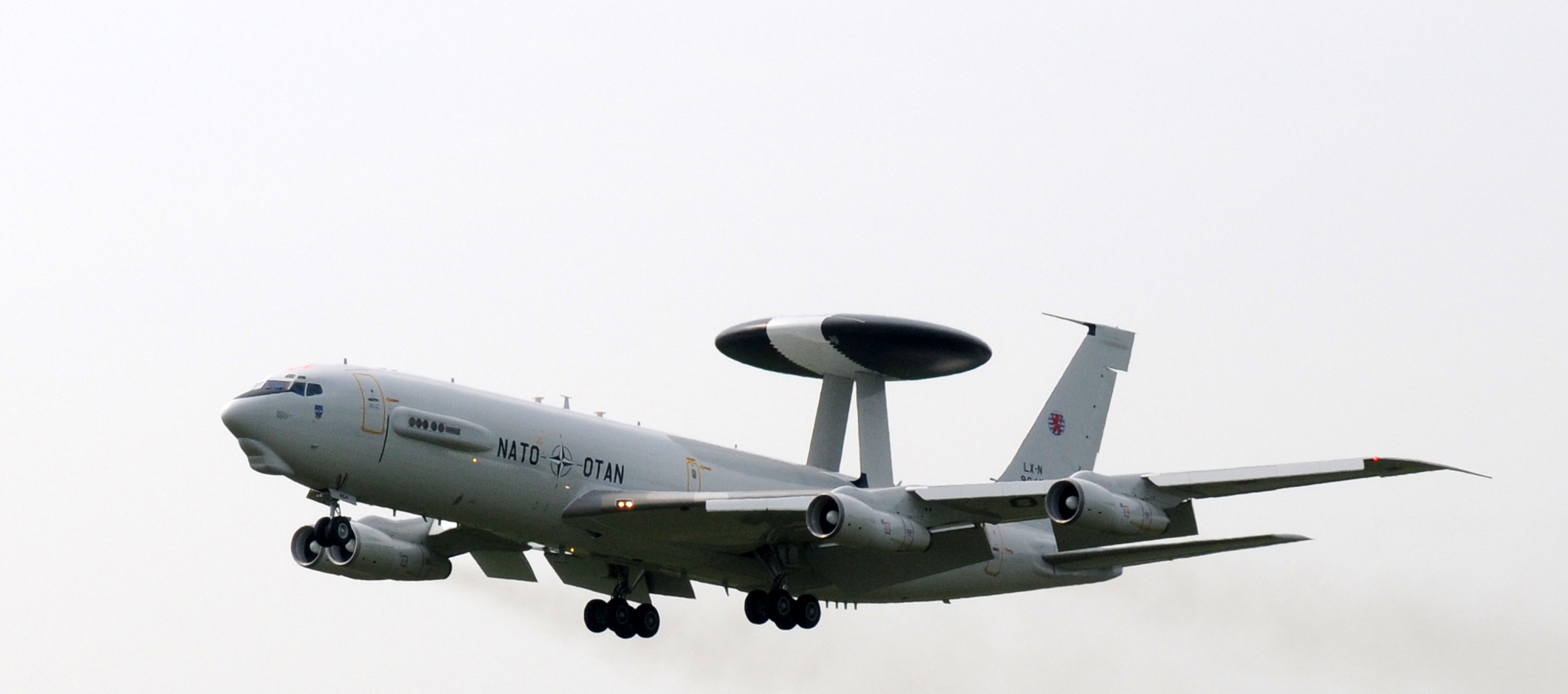
Boeing E-3 Sentry LX-N 90454

Die B- und C-Versionen der US-Luftwaffe erhalten in den nächsten Jahren basierend auf NATO Mid-Term im sog. Block 40/45 eine neue Kommunikations- und Elektronikausrüstung und werden dann als E-3G bezeichnet. Bisher sind neun von 24 Maschinen umgerüstet.

### Nachfolger
Da das Grundmodell Boeing 707 und ihre Varianten seit Anfang der 1990er nicht mehr produziert werden, setzte Japan auf die Boeing E-767 als Aufklärungsplattform. Das für die USAF vorgesehene Nachfolgemodell E-10 wurde aus Kostengründen gestoppt. Im Frühling 2023 wurde die erste E-3G der USAF außer Dienst genommen und wird nun als Ersatzteillager für die verbliebenen Maschinen verwendet. Im ganzen Jahr 2023 sollen weitere 13 E-3G außer Dienst gestellt werden. Sie sollen in naher Zukunft durch die Boeing 737 AEW&C ersetzt werden.
NATO-Generalsekretär Jens Stoltenberg gab im November 2019 bekannt, dass die Flotte des Verteidigungsbündnisses erneut einer Modifikation unterzogen werden soll, damit sie bis 2035 einsatzfähig bleibt. Der Vertrag hat ein Volumen von 1 Milliarde US-Dollar.

## Versionen

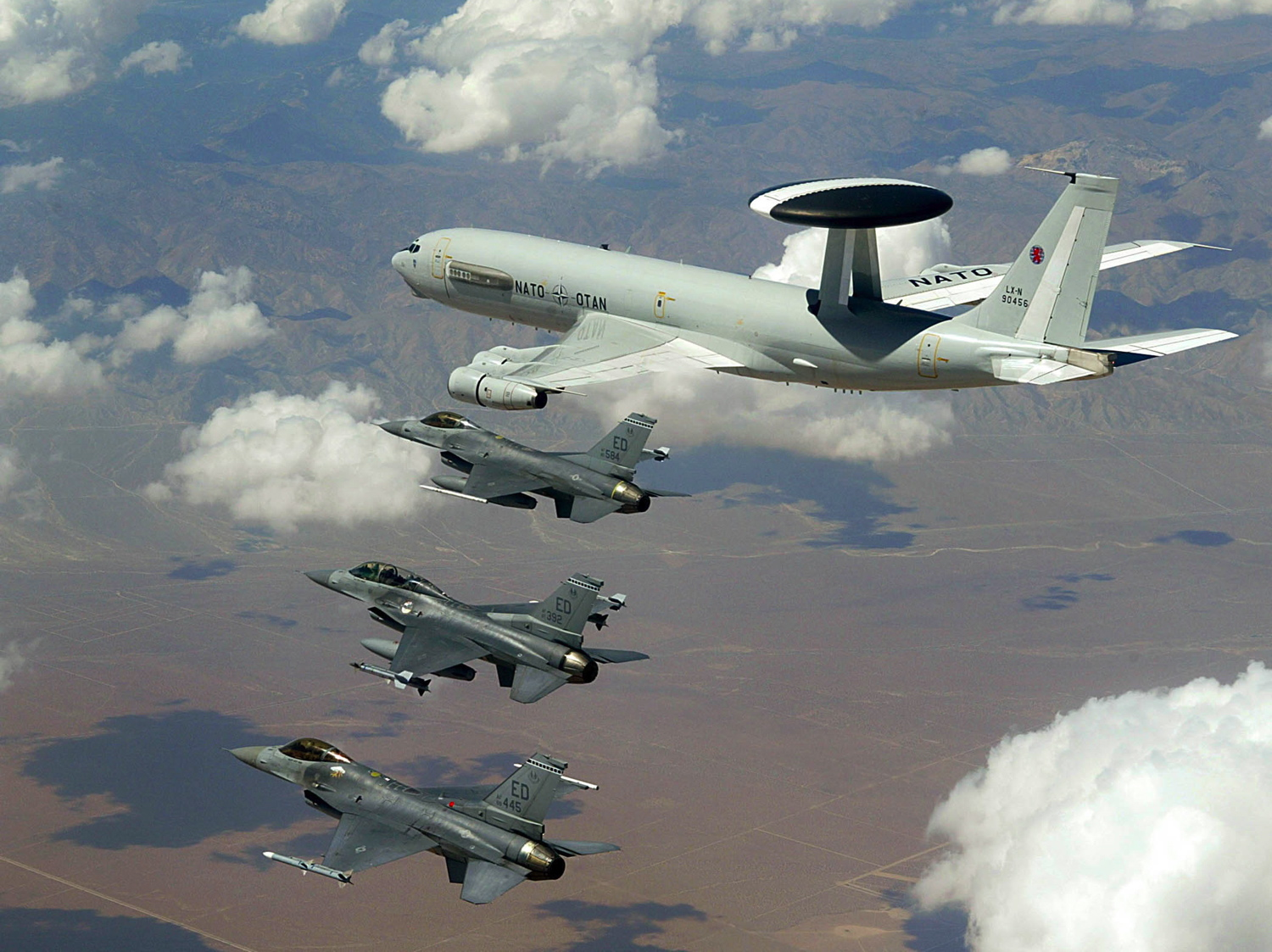
E-3 NATO-AWACS mit drei US-amerikanischen F-16 Fighting Falcon

Die Standardversion der Sentry trägt die offizielle Bezeichnung E-3A „Core“ oder „Standard“. Die meisten Maschinen der US-Luftwaffe wurden in den 1980er-Jahren modernisiert und als E-3B (Block 20) bezeichnet. Diese enthielten außer dem neuen AN/APY-2-Radar, CC2-Computer, neue Funkgeräte und nun 14 Bedienkonsolen. Ab 1987 weiter modernisierte Maschinen entsprachen dem Block-30-Standard. Im Zuge einer weiteren Modernisierung erhielten viele der Flugzeuge neue CFM-Triebwerke und die Bezeichnung E-3C (Block 25 bzw. Block 35). In den späten 1980ern entwickelte Boeing gemeinsam mit British Aerospace eine modernisierte Version der Sentry für die Royal Air Force Großbritanniens, die E-3D Sentry AEW Mk.1. Diese erhielt (wie auch die E-3A-Maschinen für Saudi-Arabien) die leistungsfähigeren Triebwerke CFM International CFM56 sowie eine Vorrichtung für die Luftbetankung, mit der die Sentry sowohl von US-amerikanischen als auch von europäischen Tankflugzeugen betankt werden kann, da diese unterschiedliche Systeme verwenden. Zusätzlich wurde das Einsatzspektrum erweitert. Acht E-3A wurden auf den E-3C-Standard gebracht. Parallel zu der E-3D wurde für Frankreich die E-3F entwickelt, die sich von dieser nur in wenigen Details unterscheidet. Die neuesten Varianten (ab 2008) sind die Block-40/45-Modelle, die modernisierte Computer- und Datenlinksysteme enthalten.

### Variantenübersicht
EC-137D
Bezeichnung der beiden AWACS-Prototypen mit JT3D-Triebwerken. Ein Prototyp war mit dem Westinghouse-Radar ausgestattet, der andere mit einem Modell von Hughes. Beide Maschinen wurden später zu E-3As mit TF33-Triebwerken umgerüstet.
E-3A
Erste Serienversion der Sentry, mit TF33-Triebwerken und AN/APY-1 Radar. 24 Maschinen wurden für die USAF gebaut, 18 erhielt die NATO. Des Weiteren wurden noch fünf Maschinen mit CFM56-Triebwerken für Saudi-Arabien gebaut.
KE-3A
Bezeichnung für eine Serie von acht Tankflugzeugen für Saudi-Arabien auf Basis der E-3A.
E-3B
Modernisierte E-3A-Version mit dem AN/APY-2-Radar. Die USAF ließ alle ihre 24 E-3A-Maschinen auf diesen sogenannten Block-20-Standard umrüsten.
E-3C
Produktionsversion mit dem AN/APY-2-Radar, zusätzlichen Konsolen und verbesserten Systemen. 10 Maschinen wurden für die USAF gebaut (auch als Block 30 bezeichnet).
JE-3C
Bezeichnung für eine umgebaute E-3A, die von Boeing für Testzwecke verwendet wurde.
E-3D
Variante der E-3C für die Royal Air Force. Weist einige Modifikationen auf, u. a. die CFM56-Triebwerke. Die sieben gebauten Maschinen werden auch als Sentry AEW.1 bezeichnet.
E-3F
Variante der E-3C für die französische Luftwaffe, die ebenfalls die CFM56-Triebwerke verwendet. Vier Maschinen wurden gebaut. Alle E-3F-Maschinen erhalten zwischen 2014 und 2016 ein „Mid-Life-Update“
E-3G
Bezeichnung der USAF für die Block-40/45-Modernisierung. Die USAF ließen 24 E-3 Maschinen auf diesen Standard umrüsten.

## Produktion
| Version           | 1972 | 1977 | 1978 | 1979 | 1980 | 1981 | 1982 | 1983 | 1984 | 1985 | 1986 | 1987 | 1991 | 1992 | SUMME | Flyaway Cost     |
| ----------------- | ---- | ---- | ---- | ---- | ---- | ---- | ---- | ---- | ---- | ---- | ---- | ---- | ---- | ---- | ----- | ---------------- |
| EC-137D           | 2    |      |      |      |      |      |      |      |      |      |      |      |      |      | 2     |                  |
| E-3A USAF         |      | 4    | 8    | 5    | 4    | 1    |      |      |      |      |      |      |      |      | 22    | 47–67 Mio. $     |
| E-3A NATO         |      |      |      |      |      |      | 5    | 5    | 5    | 3    |      |      |      |      | 18    | 72,5–78,5 Mio. $ |
| E-3A Saudi-Arabia |      |      |      |      |      |      |      |      |      |      | 4    | 1    |      |      | 5     | 107 Mio. $       |
| E-3C              |      |      |      |      |      | 1    | 4    | 3    | 2    |      |      |      |      |      | 10    | 70,5–77 Mio. $   |
| E-3D UK           |      |      |      |      |      |      |      |      |      |      |      |      | 4    | 3    | 7     |                  |
| E-3F              |      |      |      |      |      |      |      |      |      |      |      |      | 3    | 1    | 4     |                  |
| SUMME             | 2    | 4    | 8    | 5    | 4    | 2    | 9    | 8    | 7    | 3    | 4    | 1    | 7    | 4    | 68    |                  |

## Radarsystem
Das ca. 3,6 Tonnen schwere AN/APY-1-Suchradar dominiert die Silhouette der E-3. Es ist in einem großen Radom 3,35 m über dem Rumpf untergebracht, welcher einen Durchmesser von 9,1 Meter und eine Dicke von bis zu 1,8 Meter aufweist. Das System kann Luftziele aller Art (unter anderem Kampfflugzeuge, Hubschrauber und Marschflugkörper) erfassen und verfolgen, auch wenn diese sehr niedrig fliegen (Tiefflug) oder nur über einen geringen Radarquerschnitt verfügen. Auch die Aufklärung von Schiffen auf See wurde spätestens seit der Einführung der APY-2-Variante voll integriert. Die Antenne wird im Azimut durch Rotation mechanisch ausgerichtet, in der Elevation elektronisch (28 Phased-Array-Antennen auf Ferrit-Basis).

### Technische Daten
- Durchmesser: 9,14 m
- Höhe: bis 1,8 m
- Gewicht: 3629 kg
- Frequenzbereich: 2–4 GHz
- Anzahl der Transmitter: 28
- Antennenumlaufzeit: 10 s
- Reichweite: über 460 km (bis 400 km bei tieffliegenden Zielen, bis 520 km bei Zielen in mittleren Höhen)

### RSIP-Upgrade

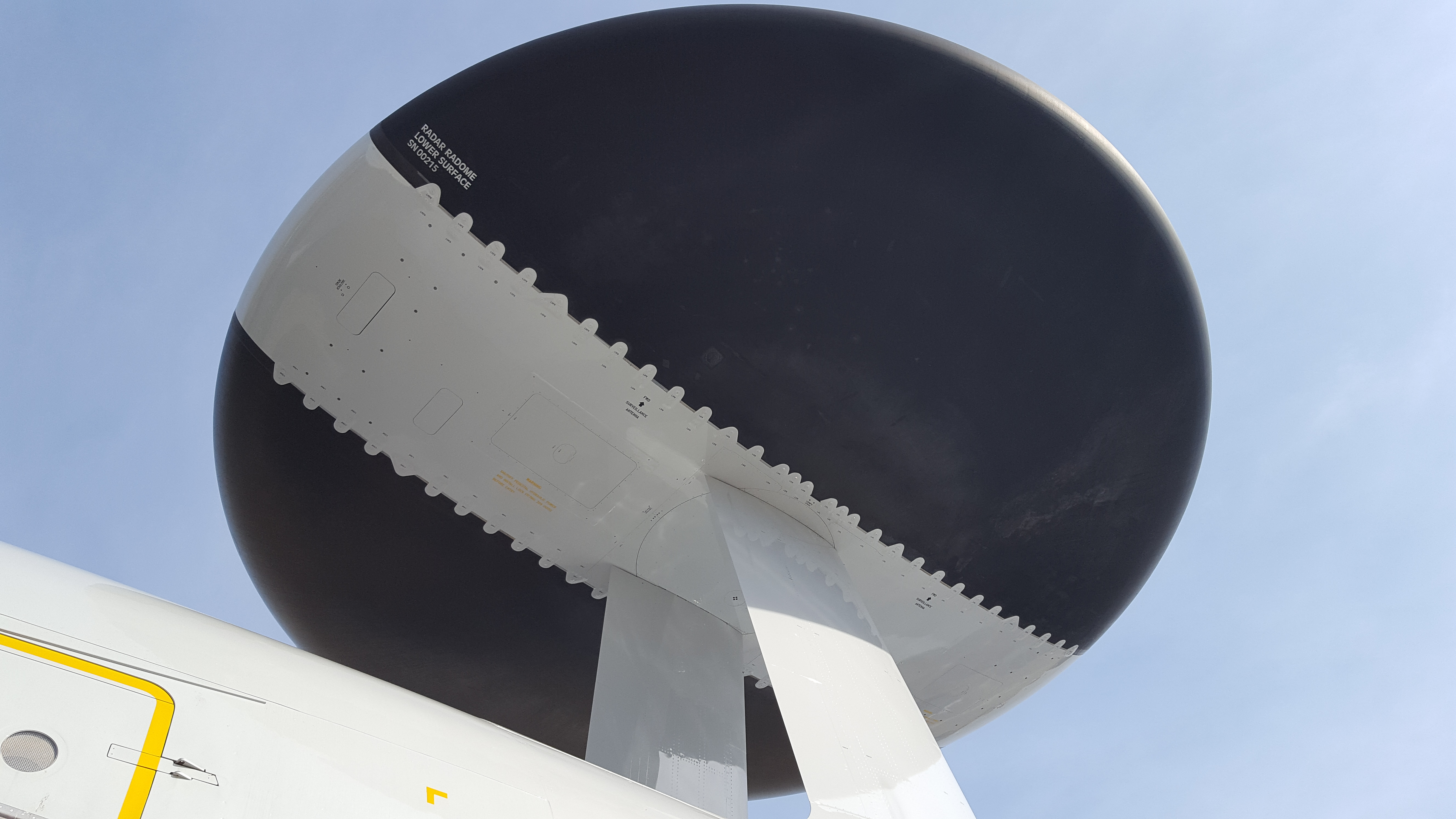
Nahaufnahme des Radoms

Das RSIP-Upgrade („Radar System Improvement Program“) stellt eine umfassende Kampfwertsteigerung des APY-1/2-Radars dar. So konnte die Entfernungsauflösung um das Sechsfache erhöht werden und die Winkelauflösung um das Doppelte. Auch die ECCM-Kapazitäten konnten deutlich ausgebaut werden. Außerdem wurden Verbesserungen hinsichtlich der Bedienbarkeit und Zuverlässigkeit durchgeführt. Die Ortungsreichweite wurde um 70–100 % gesteigert und soll mindestens 300 sm (556 km) gegen ein Ziel mit einem Radarquerschnitt von 0,5 m² betragen.

### Betriebsmodi
Das Radar verfügt über mehrere Betriebsmodi, welche je nach Situation ausgewählt werden können. Es folgen die wichtigsten Modi, welche seit dem RSIP-Upgrade zur Verfügung stehen.
- Pulse Doppler Nonelevation Scan (PDNES): Dies ist der Standardmodus zur Erfassung von Luftzielen. Durch den Doppler-Filter können auch kleine Ziele vor dem Hintergrund intensiver Clutter zuverlässig erfasst werden. Dieser Modus liefert allerdings keine Höhenangaben zum Ziel.
- Pulse Doppler Elevation Scan (PDES): Ähnelt dem PDNES-Modus, ermöglicht jedoch die Höhenbestimmung durch einen schnellen vertikalen Suchdurchgang.
- Beyond-the-Horizon (BTH): Dieser Modus wird eingesetzt, um sehr hohe Reichweiten zu erzielen. Dies wird durch die Abschaltung des Doppler-Filters erreicht. Allerdings ist es nun kaum mehr möglich Ziele in einer Clutter-Umgebung zu erfassen. Daher wird in diesem Modus nur der Luftraum abgesucht, welcher sich über dem sichtbaren Horizont des Radars befindet.
- Interleaved: Kombiniert den PDES- und BTH-Modus, wobei die Signalverarbeitung stark beansprucht wird, so dass sehr kleine Ziele eventuell nicht mehr zuverlässig geortet werden können.
- Maritime: Modus zur Suche nach großen und kleinen Seezielen. Hierzu wird die Impulslänge (Sendezeit) stark verkürzt, um Clutter durch Wellen bestmöglich zu unterdrücken. In Küstenbereichen wird Festland anhand von digitalen Landkarten automatisch ausgeblendet. Der PDNES-Modus kann simultan weitergenutzt werden.
- Passive: In diesem Betriebsmodus befinden sich einige oder alle 28 Antenneneinheiten im passiven ELINT-Modus. Hierdurch können Ziele anhand ihrer Radaremissionen erfasst und verfolgt werden, ohne dass sich die E-3 durch Emissionen selbst verrät. Des Weiteren können Störquellen mit einzelnen Antennenelementen präzise lokalisiert, analysiert und ausgeblendet werden, wobei die anderen Elemente aktiv auf Basis der gewonnenen ECCM-Informationen weiterarbeiten können.

## Besatzung

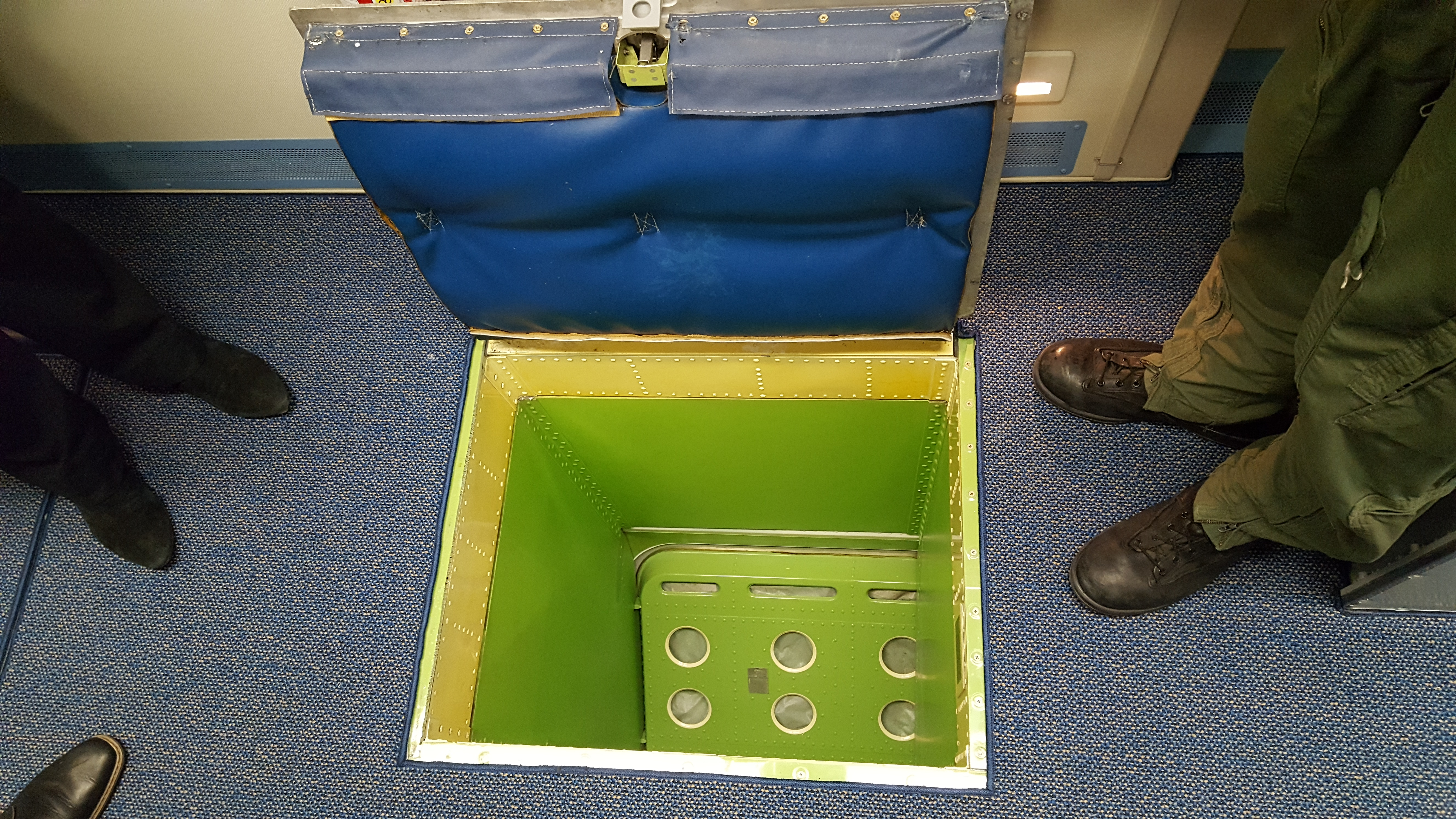
Diese Luke wurde für den Notausstieg während des Fluges eingebaut, erwies sich aber als nicht praktikabel.

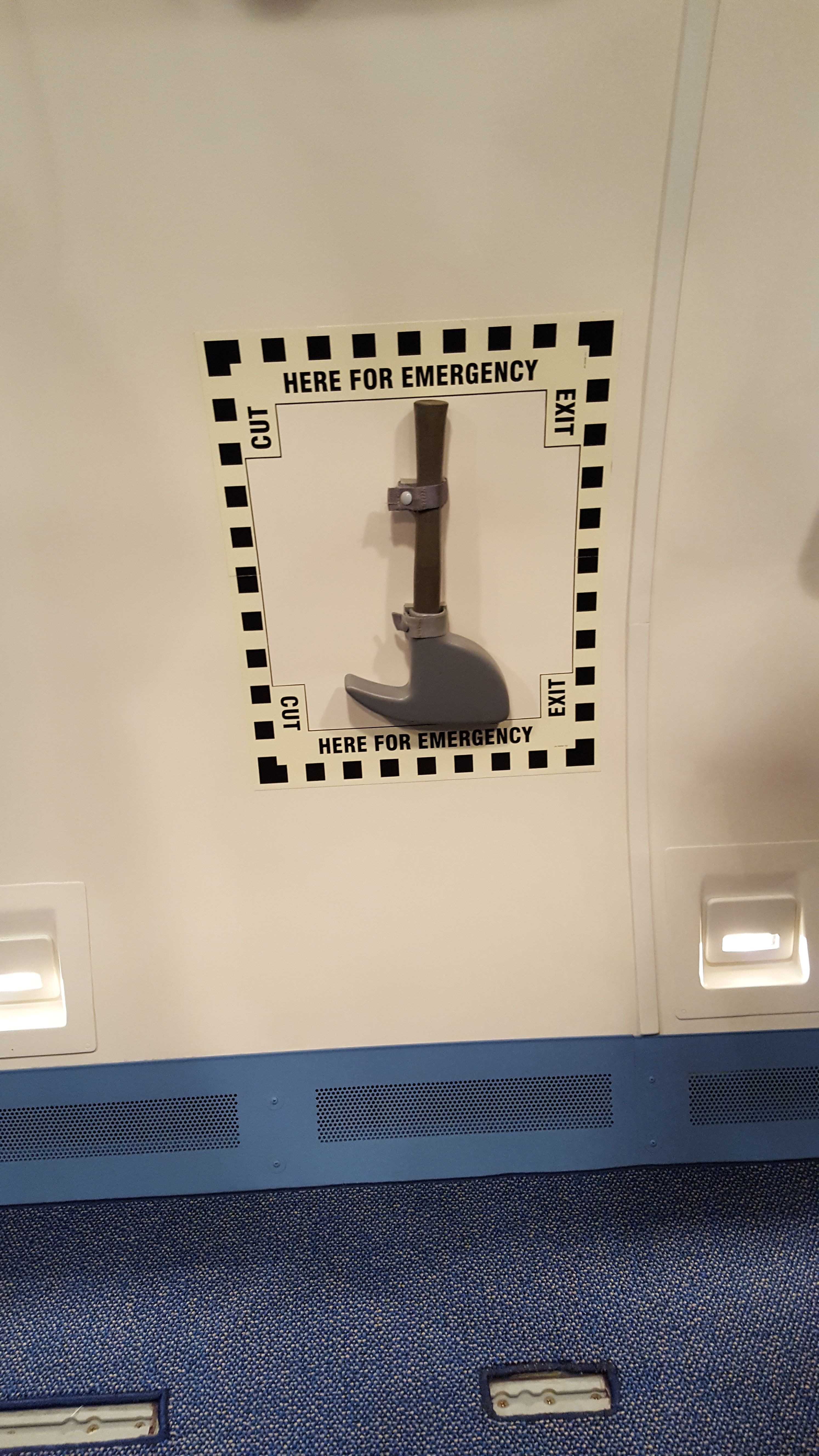
Falls alle Ausgänge nicht nutzbar sind, soll die Besatzung sich mit diesem „Dosenöffner“ einen Weg nach draußen schaffen.

Die Anzahl der Bordbesatzung der NATO AWACS beträgt in der Regel 16 Soldaten aus verschiedenen NATO-Staaten, die sich auf das sogenannte Flight Deck und das Mission Deck aufteilen. Sie besteht aus:
1. Flight Deck:
1 AC (Aircraft Commander),
1 FP (First Pilot),
1 FE (Flight Engineer),
1 NN (Navigator),
2. Mission Deck:
1 CT (Communication Technician),
1 ST (System Technician),
3 SO (Surveillance Operators),
1 SC (Surveillance Controller),
1 FA (Fighter Allocator),
2 WC (Weapons Controller),
1 PC (Passive Controller),
1 TD (Tactical Director),
1 RT (Radar Technician)

Die Besatzung des Flight Deck lenkt das Flugzeug und ist dafür verantwortlich, die Maschine in den richtigen Einsatzraum (das richtige Pattern) zu bringen. Das Mission Deck kümmert sich um die eigentliche Aufgaben, also Luftlageerstellung und taktische Unterstützung von Jägern und Jagdbombern per Funk und Datalink. In Europa meldet sich das Flight Deck bei anderen Teilnehmern mit dem Mission-Callsign „NATO XX“, das Mission Deck mit „MAGIC XX“. XX bezeichnet die Missionsnummer, wobei die Nummer des Mission-Callsigns immer um 50 größer ist als die des NATO-Callsigns (z. B. NATO 01 und MAGIC 51).
Im Zuge der Modernisierung des Missionsystems auf den NATO-Mid-Term-Level ist die Zusammensetzung der Besatzung verändert worden. Das Flight Deck ist gleich geblieben, bei der Mission-Besatzung gab es folgende Änderungen: Aus dem DT ist der ST geworden (System Technician) und der CO ist weggefallen. Damit ist die ursprünglich 17 Mann zählende Besatzung auf nur noch 16 geschrumpft.

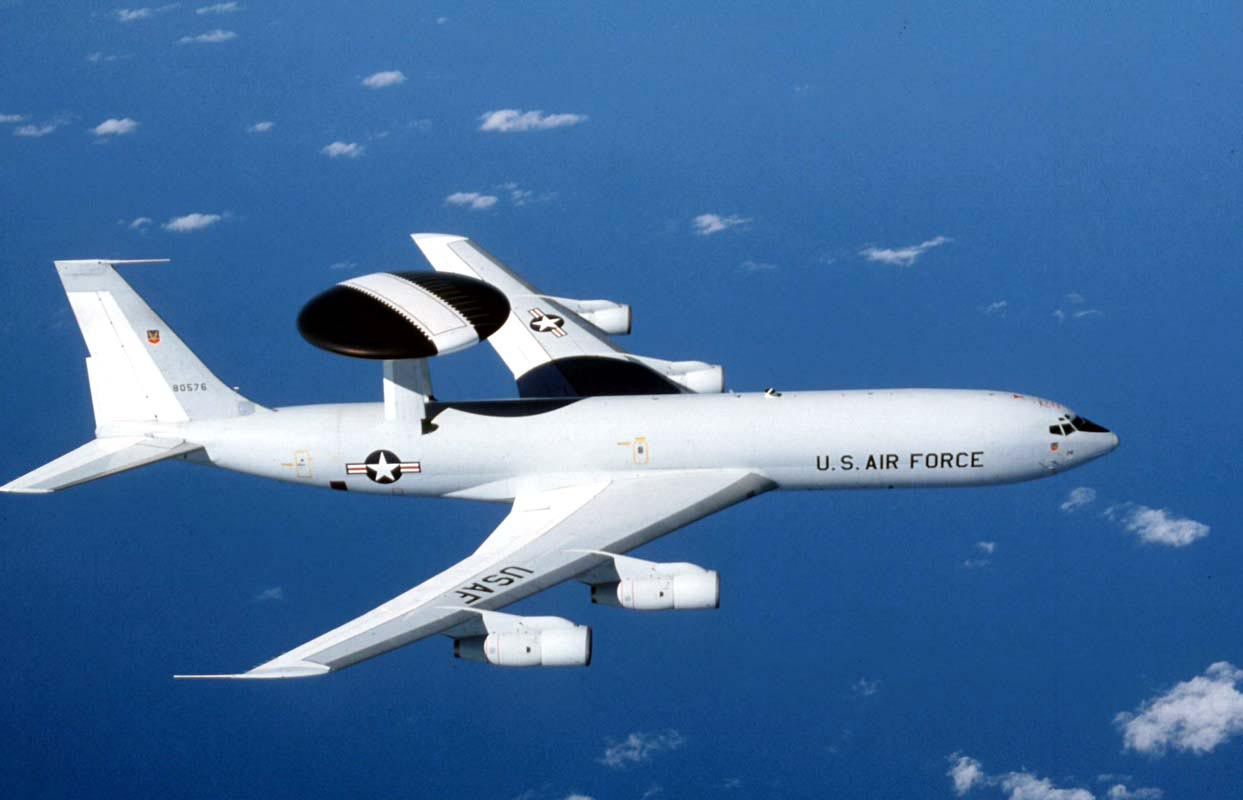
E-3 Sentry der United States Air Force

## Betreiber

### Chilenische Luftstreitkräfte
Die Fuerza Aérea de Chile übernahm im Sommer 2022 zwei gebrauchte E-3D aus britischen Beständen. Sie werden von der II Brigada Aérea betrieben, die auf der Base Aérea Pudahuel beheimatet ist.

### Französische Luftstreitkräfte
| Kennzeichen                | Seriennummer |
| -------------------------- | ------------ |
| 201/36-CA (früher: 702-CA) | 24115/1000   |
| 202/36-CB (früher: 702-CB) | 24116/1003   |
| 203/36-CC (früher: 702-CC) | 24117/1006   |
| 204/36-CD (früher: 702-CD) | 24510/1009   |

Die französischen Luftstreitkräfte setzen vier E-3F Sentry ein, die bei der Escadron de détection et contrôle aéroportés auf der Base Aérienne 702 in Avord stationiert sind.

### Royal Air Force
| Kennzeichen | Seriennummer |
| ----------- | ------------ |
| ZH101       | 24109/993    |
| ZH102       | 24110/996    |
| ZH103       | 24111/1004   |
| ZH104       | 24112/1007   |
| ZH105       | 24113/1010   |
| ZH106       | 24114/1011   |
| ZH107       | 24499/1012   |

Die Royal Air Force betrieb vom Stützpunkt RAF Waddington aus sieben Maschinen der Baureihe E-3D, die als Sentry AEW1 bezeichnet wurden. Die Maschinen gehörten zur No 8 Squadron, sie wurden zeitweise durch die No 23 Squadron mitgenutzt. Am 30. Juli 2021 führte eine Maschine über dem Irak die letzte Aufklärungsmission durch und kehrte am 4. August nach Waddington zurück. Die Flotte wurde zum Ende des Jahres 2021 außer Dienst gestellt und wird durch eine Flotte von Boeing 737 AEW&C auf Basis der Boeing 737 ersetzt, die allerdings auf dem schottischen Stützpunkt RAF Lossiemouth stationiert werden sollten. Zwei Exemplare wurden 2022 an Chile abgegeben.

### NATO
| Bild | Kennzeichen | Seriennummer | Anmerkungen                                                          |
| ---- | ----------- | ------------ | -------------------------------------------------------------------- |
|      | LX-N90442   | 22855/945    | Trug zeitweise eine Sonderbemalung                                   |
|      | LX-N90443   | 22838/947    | Trug zeitweise eine Sonderbemalung                                   |
|      | LX-N90444   | 22839/949    |                                                                      |
|      | LX-N90445   | 22840/951    |                                                                      |
|      | LX-N90446   | 22841/953    |                                                                      |
|      | LX-N90447   | 22842/954    |                                                                      |
|      | LX-N90448   | 22843/956    |                                                                      |
|      | LX-N90449   | 22844/957    | Im Juni 2015 auf dem Flugzeugfriedhof in Tucson, Arizona stillgelegt |
|      | LX-N90450   | 22845/959    | Sonderbemalung „NATO AWACS 40 Years“ (September 2022)                |
|      | LX-N90451   | 22846/961    |                                                                      |
|      | LX-N90452   | 22847/963    |                                                                      |
|      | LX-N90453   | 22848/964    |                                                                      |
|      | LX-N90454   | 22849/966    |                                                                      |
|      | LX-N90455   | 22850/967    |                                                                      |
|      | LX-N90456   | 22851/968    |                                                                      |
|      | LX-N90458   | 22853/970    |                                                                      |
|      | LX-N90459   | 22854/971    |                                                                      |
|      | LX-N90457   | 22852/969    | 1996 irreparabel beschädigt und danach abgeschrieben                 |

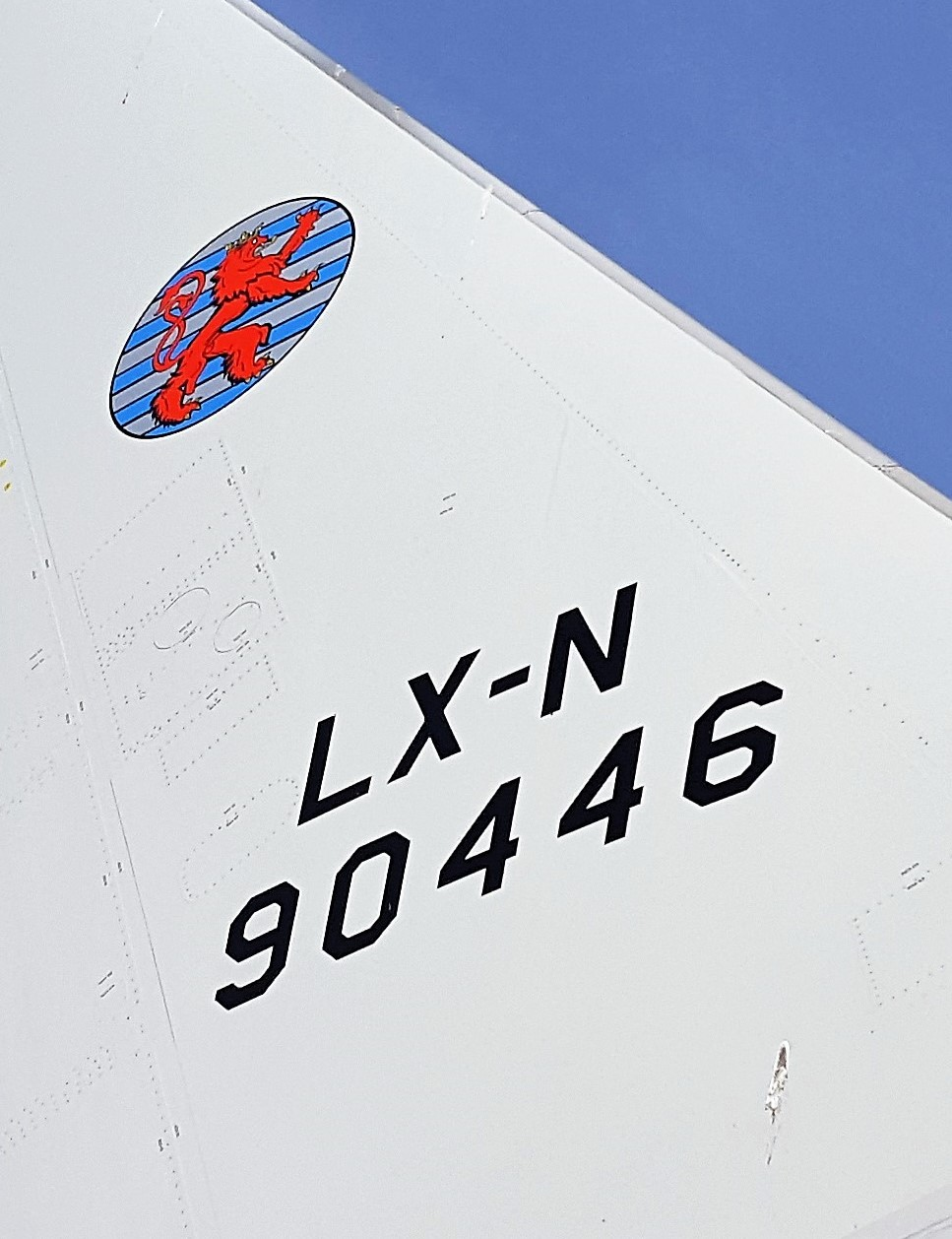
Leitwerk mit Luxemburger Kennzeichen

Die NATO betrieb auf der Air Base Geilenkirchen im Frühling 2022 noch eine Flotte von 14 der ursprünglichen 18 E-3A. Die Maschinen, die dem NATO Airborne Early Warning & Control Force Command unterstellt sind, sind in Luxemburg registriert und tragen aus diesem Grund luxemburgische Flugzeugkennzeichen und das Hoheitsabzeichen des Großherzogtums. Die verbliebenen Maschinen wurden über die Jahre modernisiert und sollen noch bis 2035 betrieben werden.

### Royal Saudi Air Force
Die Royal Saudi Air Force betreibt seit 1983 fünf E-3A. Die von den Maschinen erzeugten Radardaten sollen in naher Zukunft über Datalink an das Luftlagesystem des Landes gesendet werden können.

### United States Air Force
Die United States Air Force setzt aktuell (Stand April 2015) 32 E-3 Sentry in den Version A, B und C ein, zwei Flugzeuge der ursprünglich 34 Flugzeuge großen Flotte gingen bei Unfällen verloren. Die Maschinen unterstanden von ihrer Indienststellung 1976 bis 1992 dem Tactical Air Command, seitdem unterstehen sie dem Air Combat Command. Das 552d Air Control Wing auf der Tinker Air Force Base in Oklahoma mit seinen vier Staffeln bildet dabei den Schwerpunkt der US-amerikanischen AWACS-Flotte. Zudem sind Maschinen teilweise dem 3rd Wing auf der Elmendorf Air Force Base in Alaska und dem 18th Wing auf der Kadena Air Base in Japan zugewiesen, die dem Kommando Pacific Air Forces untersteht.

## Technische Daten
| Kenngröße                  | Daten der E-3A                                                                                         |
| -------------------------- | --- |
| Besatzung                  | 4 (Cockpit) + 13–19 (Missioncrew)                                                                      |
| Länge                      | 46,61 m                                                                                                |
| Spannweite                 | 44,42 m (44,98 m bei E-3D)                                                                             |
| Höhe                       | 12,70 m                                                                                                |
| Flügelfläche               | 283 m²                                                                                                 |
| Flügelstreckung            | 7,0 |
| Leermasse                  | 73.480 kg                                                                                              |
| max. Startmasse            | 157.397 kg                                                                                             |
| Treibstoffkapazität        | 89.610 l                                                                                               |
| Antrieb                    | 4× Pratt & Whitney-TF33-W-100-Turbofans mit je 93 kN oder 4× CFM-56-2A-2/-3 mit je 106,8 kN Schubkraft |
| Höchstgeschwindigkeit      | 858 km/h                                                                                               |
| Reisegeschwindigkeit       | ca. 800 km/h                                                                                           |
| Patrouillengeschwindigkeit | 580 km/h                                                                                               |
| Dienstgipfelhöhe           | ca. 12.500 m                                                                                           |
| Einsatzflughöhe            | 10.670 m                                                                                               |
| max. Steigrate             | 8,7 m/s                                                                                                |
| Reichweite                 | über 9.250 km                                                                                          |
| Einsatzdauer               | bis 10 h ohne Luftbetankung (bis zu 19 h mit Luftbetankung)                                            |
| Startrollstrecke           | 2.100 m                                                                                                |
| Landerollstrecke           | 1.800 m                                                                                                |

## Zwischenfälle

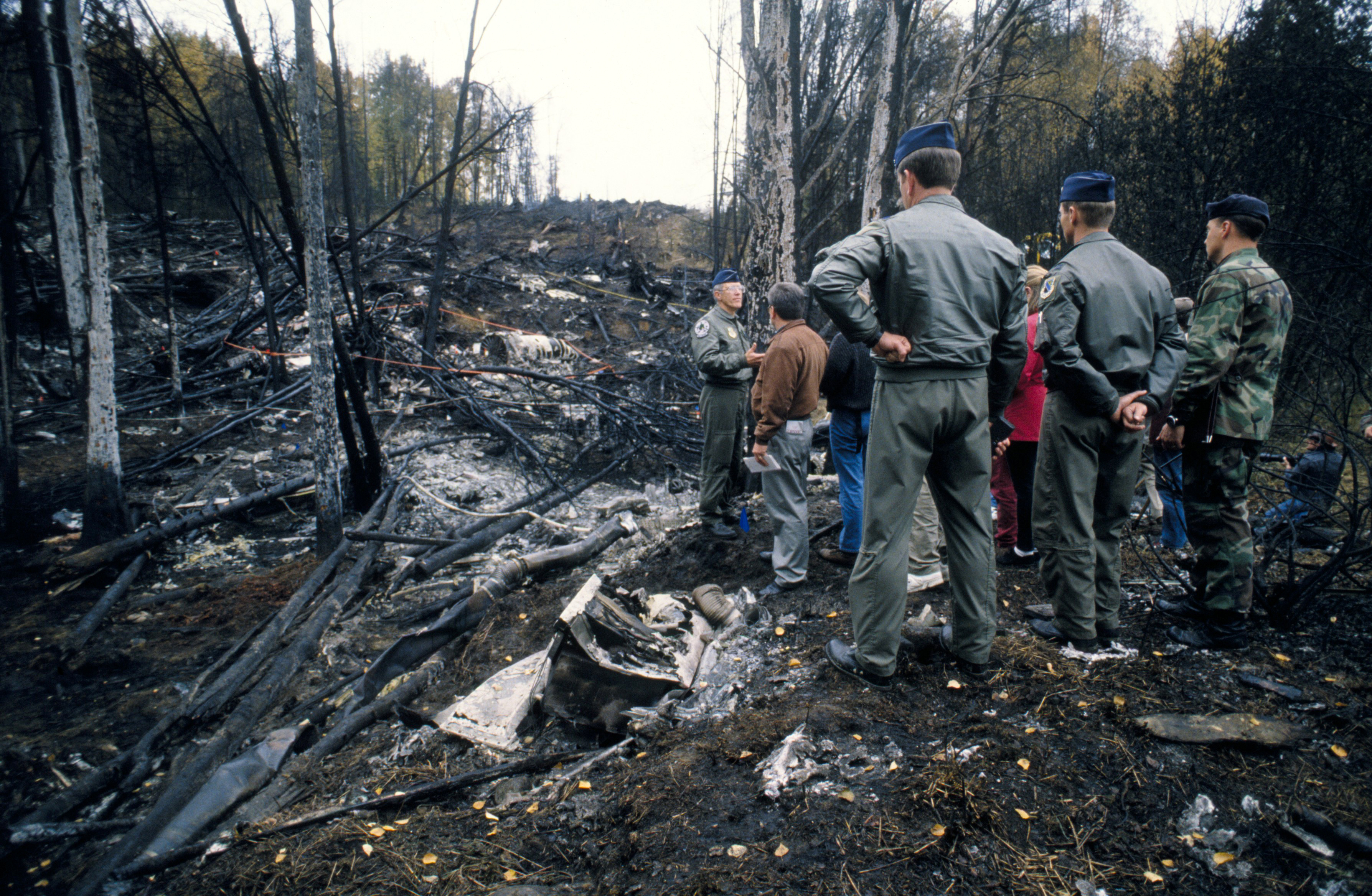
Absturzstelle Yukla 27

- Am 22. September 1995 stürzte auf der Elmendorf Air Force Base bei Anchorage in Alaska eine US-amerikanische Boeing E-3 (Rufzeichen: Yukla 27) kurz nach dem Abheben aufgrund Vogelschlages ab, nachdem Gänse in die beiden Triebwerke an der linken Tragfläche geraten waren und diese ausfielen. Dabei starben alle 24 Besatzungsmitglieder, darunter ein Kanadier (siehe auch Flugunfall Yukla 27).[15][16]

- Am 14. Juli 1996 rollte eine E-3A (LX-N90457) der NATO über die Landebahn der Preveza Air Base (Griechenland) hinaus und rutschte mit dem Bug in das angrenzende Meer. Obwohl die Maschine dabei irreparabel beschädigt wurde, konnten sich alle 16 Besatzungsmitglieder retten. Als Ursache für den Unfall wurde Vogelschlag vermutet, was aber nie bewiesen werden konnte.

- Am 28. August 2009 wurde eine E-3C der USAF (S/N 83-0008) bei der Landung auf der Nellis Air Force Base schwer beschädigt, nachdem das Bugfahrwerk versagt hatte. Das dadurch ausgelöste Feuer zerstörte die Maschine vollständig. Ursache war ein Pilotenfehler beim Landemanöver.

## Ähnliche Typen
Brasilien
- Embraer R-99A (EMB-145SA mit gleichem Eriye-Radar wie Saab 340AEW)

 Volksrepublik China
- KongJing-2000 „Mairing“ (Il-76 AWACS)
- KJ-200 (Shaanxi Y-8 AWACS)

 Vereinigtes Königreich
- Avro 696 AEW Mk.2 „Shackleton“

 Vereinigte Staaten
- Boeing 737 AEW&C (Boeing 737-700ER AWACS)
- Grumman E-2C/D „Hawkeye“

 Russland
- Berjew A-50A „Mainstay“
- Tupolew Tu-126 „Moss“ (inzwischen außer Dienst)

 Schweden
- Saab 340B AEW-300 (S-100D „Argus“ mit Erieye-Radarsystem)
- Saab 2000 Erieye AEW & C